# Yoan Décimus
Yoan Décimus (ur. 30 listopada 1987 w Paryżu) – francuski lekkoatleta specjalizujący się w biegach sprinterskich i płotkarskich.
Międzynarodową karierę zaczynał na mistrzostwach świata juniorów w 2006 – podczas tych zawodów nie odniósł sukcesów. Rok później był 4. w sztafecie 4 x 400 metrów na halowych mistrzostwach Europy oraz odpadł w półfinale biegu na 400 metrów podczas czempionatu Starego Kontynentu młodzieżowców. Na początku 2009 wystartował w sztafecie na halowych mistrzostwach Europy, a latem wraz z kolegami z reprezentacji zdobył brązowy medal młodzieżowych mistrzostw Europy. Podczas rozegranych w marcu 2011 w Paryżu halowych mistrzostw Starego Kontynentu indywidualnie był szósty, a sztafeta francuska z Décimusem w składzie ustanawiając nowy rekord kraju zdobyła złoty medal. Stawał na podium mistrzostw Francji.

## Osiągnięcia
| Rok  | Impreza                                 | Miejsce    | Konkurencja                | Lokata     | Wynik   |
| ---- | --------------------------------------- | ---------- | -------------------------- | ---------- | ------- |
| 2006 | Mistrzostwa świata juniorów             | Pekin      | bieg na 400 m              | eliminacje | 48,45   |
| 2006 | Mistrzostwa świata juniorów             | Pekin      | sztafeta 4 x 400 m         | eliminacje | 3:07,76 |
| 2007 | Halowe mistrzostwa Europy               | Birmingham | sztafeta 4 x 400 m         | 4. miejsce | 3:10,15 |
| 2007 | Młodzieżowe mistrzostwa Europy          | Debreczyn  | bieg na 400 m              | półfinał   | 47,32   |
| 2009 | Halowe mistrzostwa Europy               | Turyn      | bieg na 400 m              | półfinał   | 47,78   |
| 2009 | Halowe mistrzostwa Europy               | Turyn      | sztafeta 4 x 400 m         | 6. miejsce | 3:11,27 |
| 2009 | Młodzieżowe mistrzostwa Europy          | Kowno      | bieg na 400 m              | 5. miejsce | 46,37   |
| 2009 | Młodzieżowe mistrzostwa Europy          | Kowno      | sztafeta 4 x 400 m         | 3. miejsce | 3:04,06 |
| 2009 | Mistrzostwa świata                      | Berlin     | sztafeta 4 x 400 m         | 7. miejsce | 3:02,65 |
| 2011 | Halowe mistrzostwa Europy               | Paryż      | bieg na 400 m              | 6. miejsce | 46,91   |
| 2011 | Halowe mistrzostwa Europy               | Paryż      | sztafeta 4 x 400 m         | 1. miejsce | 3:06,17 |
| 2013 | Superliga drużynowych mistrzostw Europy | Gateshead  | sztafeta 4 × 400 m         | 5. miejsce | 3:07,18 |
| 2013 | Mistrzostwa świata                      | Moskwa     | bieg na 400 m przez płotki | eliminacje | 50,21   |
| 2013 | Igrzyska frankofońskie                  | Nicea      | bieg na 400 m przez płotki | 2. miejsce | 50,05   |
| 2013 | Igrzyska frankofońskie                  | Nicea      | sztafeta 4 x 400 m         | 1. miejsce | 3:05,22 |
| 2014 | Mistrzostwa Europy                      | Zurych     | bieg na 400 m przez płotki | półfinał   | 49,71   |
| 2017 | Halowe mistrzostwa Europy               | Belgrad    | bieg na 400 m              | półfinał   | 47,87   |
| 2017 | Superliga drużynowych mistrzostw Europy | Lille      | sztafeta 4 x 400 m         | 5. miejsce | 3:03,92 |

## Rekordy życiowe
- Bieg na 400 metrów – 46,04 (10 sierpnia 2011, La Roche-sur-Yon)
- Bieg na 400 metrów (hala) – 46,31 (20 lutego 2011, Aubière)
- Bieg na 400 metrów przez płotki – 49,52 (14 lipca 2013, Paryż)